# Hilara autumnalis
Hilara autumnalis är en tvåvingeart som beskrevs av Chvala 2008. Hilara autumnalis ingår i släktet Hilara och familjen dansflugor.
Artens utbredningsområde är Spanien. Inga underarter finns listade i Catalogue of Life.